# Korenizatsiya

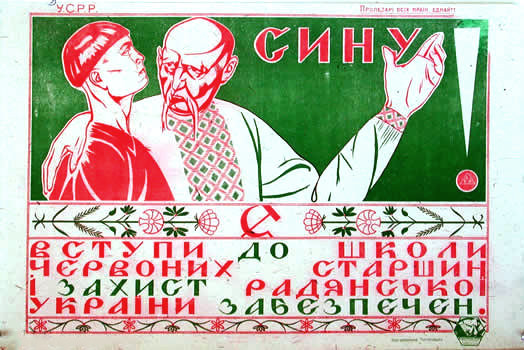
A ucranização foi a implementação da política Korenizatsiya na Ucrânia Soviética. Este cartaz de recrutamento soviético de 1921 sobre educação militar apresentava o tema da ucranização. O texto diz: "Filho! Inscreva-se na escola dos comandantes vermelhos e a defesa da Ucrânia Soviética estará garantida." O cartaz usa imagens tradicionais ucranianas e texto em língua ucraniana. Os soviéticos organizaram a Escola dos Comandantes Vermelhos em Kharkiv para promover a carreira do quadro ucraniano no Exército Vermelho.

Korenizatsiya (em russo:  коренизация; IPA: [kərʲɪnʲɪˈzatsɨjə], em ucraniano:  коренізація, transl. korenizacija, "indigenização" ou literalmente "criar raízes") foi uma das primeiras políticas da União Soviética para a integração de nacionalidades não russas nos governos de suas repúblicas soviéticas específicas. Na década de 1920, a política de korenização (nativização) promoveu representantes da nação titular e suas minorias nacionais, nos níveis administrativos inferiores do governo local da burocracia e da nomenklatura de suas repúblicas soviéticas. Em russo, o termo korenizacija deriva de korennoje naselenije (коренное население, "população nativa" ou literalmente "população raiz").
Politicamente e culturalmente, a política de nativização visava eliminar o domínio e a cultura russa nas referidas repúblicas soviéticas. A desrussificação foi imposta até mesmo aos russos étnicos e seus filhos. Por exemplo, todas as crianças na Ucrânia foram forçadas a aprender a língua ucraniana. As políticas de korenização facilitaram o estabelecimento do Partido Comunista no governo através das línguas locais e da educação, publicação, cultura e vida pública. Desse modo, os quadros do Partido Comunista local eram promovidos a todos os níveis de governo, e os russos étnicos que trabalhavam em tais governos eram obrigados a aprender a língua e a cultura local de uma determinada república soviética.

## Início
A política de nacionalidades foi formulada pelo partido bolchevique em 1913, quatro anos antes de chegar ao poder na Rússia. Vladimir Lenin enviou o jovem Joseph Stalin (ele próprio um georgiano e, portanto, um membro da minoria étnica) para Viena, que era uma cidade com grande diversidade étnica devido ao seu status de capital do Império Austro-Húngaro. Stalin reportou de volta para Moscou com suas ideias para a política. Foi resumido no panfleto de Stalin (sua primeira publicação acadêmica), Marxismo e a Questão Nacional (1913). Ironicamente, Stalin também seria o principal defensor de seu eventual desmembramento e do ressurgimento da russificação.
Lênin, no final de 1919, convenceu seus associados de que seu governo deveria parar as políticas culturais administrativas e linguísticas que eram implementadas pelo governo imperial nas repúblicas não russas. Conforme adotado em 1923, a korenizatziya envolvia ensino e administração na língua da república em questão; e também envolveu a promoção de não russos a posições de poder nas administrações da República e do Partido, incluindo por um tempo a criação de um grupo especial de sovietes chamado "natssoviety" (conselhos de nacionalidade) em sua própria "natsraiony" (regiões de nacionalidade) com base em concentrações de minorias dentro do que eram repúblicas minoritárias. Por exemplo, na Ucrânia, no final da década de 1920, havia até uma sociedade nacional para russos e estonianos.
Essa política pretendia reverter parcialmente décadas de russificação ou promoção da identidade cultural e da língua russa em territórios não russos, que ocorreram durante o período imperial. A política conquistou muitos não russos que eram antibolcheviques em todo o país. Também provocou hostilidade entre alguns russos e não russos russificados em repúblicas não russas.
Na década de 1920, a sociedade ainda não era "socialista". Havia animosidade em relação aos russos e em relação a outras nacionalidades por parte dos russos, mas também havia conflitos e rivalidades entre outras nacionalidades.

## Contra o chauvinismo da Grã-Rússia
Em 1923, no 12.º Congresso do Partido Comunista Russo, Stalin identificou duas ameaças ao sucesso da "política de nacionalidades" do partido: Chauvinismo de Grande Poder (velikoderzhavny shovinizm; grande chauvinismo de Estado) e nacionalismo local. No entanto, ele descreveu o primeiro como o maior perigo:

[O] espírito chauvinista grã-russo, que está se tornando cada vez mais forte devido à NEP, . . . [encontra] expressão em uma atitude arrogantemente desdenhosa e impiedosamente burocrática por parte dos funcionários soviéticos russos em relação às necessidades e exigências das repúblicas nacionais. O estado soviético multinacional pode tornar-se realmente durável e a cooperação dos povos dentro dele realmente fraternal, somente se essas sobrevivências forem erradicadas vigorosa e irrevogavelmente da prática de nossas instituições estatais. Portanto, a primeira tarefa imediata do nosso Partido é combater vigorosamente as sobrevivências do chauvinismo grã-russo.
O principal perigo, o chauvinismo grã-russo, deve ser mantido sob controle pelos próprios russos em prol do objetivo maior de construir o socialismo. Dentro das áreas de nacionalidade (minoritária) devem ser organizadas novas instituições dando ao Estado um caráter nacional (minoritário) em todos os lugares, baseado no uso das línguas da nacionalidade no governo e na educação, e no recrutamento e promoção de líderes das fileiras dos grupos minoritários. A nível central as nacionalidades deveriam estar representadas no Soviete das Nacionalidades.

## Criação de nações socialistas
A ideia principal da Korenizacija era o crescimento de quadros comunistas para cada nacionalidade. Em meados da década de 1930, a porcentagem de moradores locais tanto no partido quanto no serviço estatal cresceu consideravelmente.
O período inicial da korenizacija foi junto com o desenvolvimento de unidades administrativas nacionais territoriais e culturas nacionais. Este último se refletiu sobretudo nas áreas de construção da linguagem e educação. Para várias das pequenas nacionalidades na Rússia que não tinham nenhuma língua literária, um "Comitê do Norte" ajudou a criar alfabetos para que as línguas nacionais pudessem ser ensinadas nas escolas e a alfabetização pudesse ser levada ao povo em suas línguas nativas — e as minorias seriam trazidas do atraso para o mundo moderno. E na imensa República Ucraniana, o programa de ucranianização levou a uma profunda mudança da língua de ensino nas escolas para o ucraniano.
Em 1930, Stalin proclamou no 16.º Congresso do Partido que a construção do socialismo era um período de florescimento das culturas nacionais. O objetivo final seria fundir-se em uma cultura internacional com um idioma comum. Enquanto isso, o primeiro plano quinquenal em 1928–1931 foi um período de radicalismo, utopia e violência em uma atmosfera de "revolução cultural". A herança cultural russa foi atacada, igrejas foram fechadas, especialistas antigos foram demitidos e a ciência e a arte foram proletarizadas.
As táticas dos bolcheviques em sua luta para neutralizar as aspirações nacionalistas levaram a resultados políticos no início da década de 1930. A antiga estrutura do Império Russo foi destruída e uma estrutura estatal federal hierárquica baseada no princípio nacional foi criada. A estrutura consistia em Estados baseados na nacionalidade, nos quais as culturas das nacionalidades floresceriam e as línguas das nacionalidades seriam faladas e usadas nas escolas e na administração local. A transição foi real, não apenas um império russo centralizado camuflado.
O 17.º congresso do Partido em 1934, proclamou que a construção da base material para uma sociedade socialista havia sido bem-sucedida. A União Soviética tornou-se uma sociedade oficialmente socialista em 1936, quando a nova constituição foi adotada. A nova constituição afirmava que muitas nações socialistas haviam se transformado voluntariamente em uma união harmoniosa. De acordo com a nova constituição, havia 11 repúblicas socialistas, 22 repúblicas autônomas, nove regiões autônomas e nove territórios nacionais. Ao mesmo tempo, a administração agora estava bastante centralizada. Todas as repúblicas estavam agora ligadas para servir a um Estado socialista comum.

## Fim da korenização

### Expurgos de quadros nacionais
Entre 1933 e 1938, a korenizatsiya não foi realmente revogada. Suas disposições simplesmente deixaram de ser cumpridas. Também começaram expurgos das lideranças das repúblicas e territórios nacionais. A acusação contra os não russos era de que eles haviam instigado conflitos nacionais e oprimido os russos ou outras minorias nas repúblicas. Em 1937, foi proclamado que as elites locais haviam se tornado agentes contratados e seu objetivo era o desmembramento da União Soviética e a restauração do capitalismo. As lideranças nacionais das repúblicas e autonomias foram liquidadas em massa.

### Reversão para russificação
Em meados da década de 1930, com expurgos em algumas das áreas nacionais, a política de korenizatsiya tomou um novo rumo, e até o final da década de 1930 a política de promoção das línguas locais começou a ser equilibrada por uma maior russificação, eembora talvez não por uma russificação explícita ou tentativas de assimilar as minorias. Nessa época, os não russos estavam com seu apetite aguçado em vez de saciado em relação a política de korenizatsiya e havia indícios de que ela estava encorajando a violência interétnica na medida em que a integridade territorial da URSS estaria em perigo. Além disso, os russos étnicos se ressentiam da "discriminação reversa" institucionalizada e artificial que beneficiava os não russos e, como resultado, os consideravam ingratos e manipuladores. Outra preocupação era que as minorias ocidentais soviéticas — bielorrussos, ucranianos, poloneses, finlandeses etc. — que haviam sido anteriormente tratados com benevolência consciente para fornecer valor propagandístico aos membros de seus grupos étnicos em nações que fazem fronteira com a URSS (facilitando assim a futura unificação nacional, que então provocaria a expansão territorial da URSS) agora eram cada vez mais vistos como vulneráveis à influência do outro lado da fronteira, "quintas colunas" para Estados expansionistas que buscavam adquirir território soviético habitado por seu próprio grupo étnico. A adesão das massas à identidade nacional e não de classe foi tão forte na Rússia quanto em outras repúblicas e regiões. Entre 1937 e 1953, as políticas raciais começaram a se infiltrar nas políticas de nacionalidade, com certas nacionalidades vistas como tendo traços imutáveis, particularmente as nacionalidades nas terras de fronteira instáveis.
Além disso, Stalin parecia determinado a reduzir bastante o número de nacionalidades oficialmente reconhecidas ao contratar a lista oficial de nacionalidades no censo de 1939, em comparação com o censo de 1926. O desenvolvimento das chamadas "escolas nacionais" (национальные школы) nas quais as línguas das nacionalidades minoritárias eram o principal meio de instrução continuou, espalhando a alfabetização e a educação universal em muitas línguas minoritárias nacionais, enquanto ensinava o russo como matéria obrigatória de estudo. O termo korenizatsiya saiu de uso na segunda metade da década de 1930, substituído por expressões mais burocráticas, como "seleção e colocação de quadros nacionais" (подбор и расстановка национальных кадров).
A partir de 1937, a imprensa central começou a elogiar a língua russa e a cultura russa. Campanhas de massa foram organizadas para denunciar os "inimigos do povo". Os "nacionalistas burgueses" eram novos inimigos do povo russo que havia suprimido a língua russa. A política de indigenização foi abandonada. Nos anos seguintes, a língua russa tornou-se uma disciplina obrigatória em todas as escolas soviéticas.
O nacionalismo russo pré-revolucionário também foi reabilitado. Muitos dos heróis da história russa foram reapropriados para glorificação. O povo russo tornou-se o "irmão mais velho" da "família socialista de nações". Um novo tipo de patriotismo, o patriotismo soviético, foi declarado como uma vontade de lutar pela pátria socialista.
Em 1938, o russo tornou-se uma matéria obrigatória de estudo em todas as escolas não russas. Em geral, a russificação cultural e linguística refletia a centralização geral imposta por Stalin. A escrita cirílica foi instituída para várias línguas soviéticas, incluindo as línguas da Ásia Central que, no final da década de 1920, receberam alfabetos latinos para substituir os árabes.